# Martin Jellinghaus
Martin Jellinghaus (* 26. Oktober 1944 in Lauf an der Pegnitz) ist ein ehemaliger deutscher Leichtathlet und Olympiamedaillengewinner, der Ende der 1960er Jahre und Anfang der 1970er Jahre zu den weltbesten 400-Meter-Läufern gehörte. Sein größter Erfolg ist die Bronzemedaille bei den Olympischen Spielen 1968 in Mexiko-Stadt mit der 4-mal-400-Meter-Staffel (3:00,5 min, Europarekord, zusammen mit Helmar Müller, Gerhard Hennige und Manfred Kinder; Martin Jellinghaus als Schlussläufer). Im 400-Meter-Lauf dieser Olympischen Spiele wurde er Fünfter (45,3 s). Im Semifinale stellte er in einer Zeit von 44,9 s den Europarekord von Carl Kaufmann ein.
1969 kandidierte der damalige Student der Zahnmedizin auf der Liste des Liberalen Studentenbunds Deutschlands und der Humanistischen Studenten-Union für einen Sitz im Studentenparlament der Friedrich-Alexander-Universität Erlangen-Nürnberg. Bei den Europameisterschaften 1969 gehörte er zu den Sprechern der deutschen Mannschaft, die sich für einen Boykott einsetzten, da sie sich von der deutschen Mannschaftsleitung und dem internationalen Verband betrogen sahen. Er verzichtete hierdurch auf eine mögliche Medaille über 400 Meter.
Für seine sportlichen Erfolge wurde er am 14. April 1972 mit dem Silbernen Lorbeerblatt ausgezeichnet.
Martin Jellinghaus war Mitglied beim TV Lauf von 1961 bis 1963, beim 1. FC Nürnberg von 1964 bis 1966, gehörte von 1967 bis 1969 dem TSV 1860 München an, ab 1971 dem SV Bayer Leverkusen und ab 1980 wieder der LG Lauf-Pegnitzgrund. In seiner aktiven Zeit war er 1,87 m groß und wog 81 kg.
Jellinghaus hat drei Kinder.

## Weitere Erfolge
- 1969, Europameisterschaften: Platz 3 mit der 4-mal-400-Meter-Staffel (3:03,1 min, zusammen mit Horst-Rüdiger Schlöske, Ingo Röper und Gerhard Hennige; Martin Jellinghaus als Schlussläufer)
- 1971, Europameisterschaften: Platz 1 mit der 4-mal-400-Meter-Staffel (3:02,9 min, zusammen mit Horst-Rüdiger Schlöske. Thomas Jordan und Hermann Köhler; Martin Jellinghaus als dritter Läufer); 400-Meter-Lauf: Im Zwischenlauf ausgeschieden
- 1972, Olympische Spiele 1972: Platz 7 im 200-Meter-Lauf (20,65 s)
- Insgesamt gewann er sieben Deutsche Meisterschaften im Stadion und zwei in der Halle.